# Pasiones encendidas
Pasiones encendidas es una telenovela mexicana dirigida y producida por Ernesto Alonso para la cadena Televisa entre 1978 y 1979. Fue protagonizada por la legendaria actriz española Amparo Rivelles y Jorge Vargas (este último en un rol protagónico antagónico), con la actuación antagónica de Fernando Balzaretti y las actuaciones estelares de Verónica Castro, Valentín Trujillo, Andrea Palma, Rita Macedo, María Rubio, Carlos Bracho y Susana Alexander entre otros.

## Argumento
Al morir su marido, María Montaño se entera de que el hijo que diera a luz 23 años atrás, fruto de su relación con Ricardo Reyes vive y no murió como le hizo creer su celoso esposo, pues el pequeño nació antes de su matrimonio. María también se entera de que su hijo vive en compañía de Ricardo, quien fuera el hombre que la sedujo para después abandonarla, y su esposa Elvira. María tiene grandes ansias de conocer a su hijo y se presenta en la casa de los Reyes, pero se lleva una gran sorpresa cuando descubre que en la casa habitan gemelos, y Ricardo le dice que son hijos de él y su esposa. Además la confunden con un ama de llaves y ella aprovecha la confusión para quedarse a trabajar allí y descubrir quién de los dos es su hijo. Marcial, uno de ellos, es amable con María y la trata bien, pero Antonio, el otro, la desprecia.
Fernando es socio de Ricardo, está casado con Lidia y tienen una hija, Martha. Fernando se enamora de María, en tanto que Lidia engaña a su esposo con Franco, lo que Martha descubre. Ella además se enamora de Antonio. María, además de la frustración que siente por no poder identificar a su hijo, enfrenta otros problemas, pues Ricardo siente renacer el amor que le tuvo años atrás, además aparece sorpresivamente el marido de María quien en realidad no murió y por medio de cirugía cambió su rostro, como sigue amando a María la busca, pero ella descubre su verdadera identidad y le sigue la corriente para que le diga de una vez cuál de los dos gemelos es el hijo que tanto busca. Al pasar los días, la policía atrapa al suplantador, Antonio se enamora de Andrea, Marcial de Martha y Fernando, que descubre la vida secreta de Lidia, se divorcia de ella y María conoce por fin que los dos jóvenes son hijos suyos y fueron sustituidos por el hijo de Elvira, que murió el mismo día en que el cruel marido de María abandonó a los dos pequeños en el jardín de la casa de Ricardo. Al saberse todo, Antonio le pide perdón a su verdadera madre, ésta les pide que le oculten la verdad a Elvira, pero ésta ya la sabía y termina siendo gran amiga de María.

## Elenco
- Amparo Rivelles - María
- Jorge Vargas - Ricardo Reyes
- Verónica Castro - Martha
- Valentín Trujillo - Marcial Reyes
- Carlos Bracho - Fernando
- Rita Macedo - Elvira de Reyes
- Fernando Balzaretti - Antonio Reyes
- María Rubio - Lidia
- Aarón Hernán - Luis
- Susana Alexander - Adriana
- Milton Rodríguez - Franco Vega
- Lilia Michel - Alicia
- Andrea Palma - Clemencia
- Marina Dorell - Leticia
- Mario Sauret - Tomás
- Tony Bravo - Carlos
- José Antonio Ferral - Leoncio
- Julieta Egurrola - Alba
- Miguel Palmer - Lic. Tinoco
- Arturo Benavides - Fausto
- Maristel Molina - Elenita
- Merle Uribe - Monique
- León Singer - Teniente Ramírez
- Ernesto Marín - Pablito
- Enrique Barrera - Quique